# Mirosław Nizio
Mirosław Zbigniew Nizio – polski architekt oraz mecenas kultury. Specjalizuje się w projektowaniu ekspozycji historycznych, pomników pamięci, rewitalizacji terenów poprzemysłowych i przestrzeni miejskich. Jest współtwórcą wystawy stałej Muzeum Powstania Warszawskiego, za co w 2006 roku został odznaczony Złotym Krzyżem Zasługi. W 2015 roku otrzymał Brązowy Medal „Zasłużony Kulturze Gloria Artis” za swój wkład w powstanie Muzeum Historii Żydów Polskich POLIN, a w 2024 roku został uhonorowany Medalem SARP „Bene Merentibus” za promowanie architektury i sztuki jako kluczowych elementów rozwoju współczesnego człowieka.
Jest założycielem Galerii Nizio, Fundacji Nizio (wcześniej działającej pod nazwą „The Creators”) oraz Universum Teatru i Umysłu UTU, które inicjują działania prospołeczne, artystyczne i edukacyjne na poziomie interdyscyplinarnym.

Nizio zdobył uznanie jako projektant i realizator wyjątkowych koncepcji przestrzennych, które łączą historię, kulturę i sztukę, przyczyniając się do kształtowania świadomości społecznej oraz rewitalizacji dziedzictwa kulturowego.

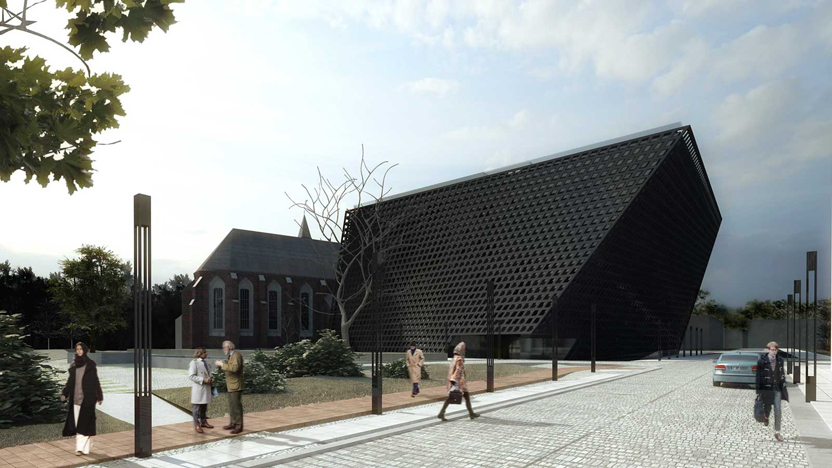
Projekt Muzeum Współczesnego Wrocław

## Życiorys
Studiował na Wydziale Architektury Wnętrz i na Wydziale Rzeźby Akademii Sztuk Pięknych w Warszawie oraz Fashion Institute of Technology w Nowym Jorku na kierunku Interior Design. W 1989 roku założył w Stanach Zjednoczonych własną firmę projektową. Zdobył szereg nagród i wyróżnień, m.in.: Glenn Boyles Memorial Rendering And Design (1993), Educational Foundation for the Design Industries in Interior Design (1998).
W 2002 roku przeniósł pracownię do zabytkowej kamienicy na warszawskiej Pradze, gdzie powstała także Galeria Nizio i Fundacja Nizio (dawniej: The Creators), animująca kulturalnie społeczność Pragi-Północ. Zadaniem Galerii Nizio jest wspieranie artystów, początkujących twórców, prezentowanie sztuki zaangażowanej społecznie oraz organizowanie spotkań, projekcje i inne aktywności, także dla dzieci i seniorów.
Mirosław Nizio jest jednym z lepiej znanych architektów przestrzeni publicznych w Polsce. Projektuje m.in.: muzea, ekspozycje historyczne, wystawy, pomniki pamięci. Wraz z zespołem tworzy scenariusze muzealne, scenografie oraz kompleksowe koncepcje rewitalizacyjne.
Mirosław Nizio współtworzył i zrealizował wystawę stałą Muzeum Powstania Warszawskiego, jednej z najliczniej i najchętniej odwiedzanych placówek muzealnych w Polsce oraz współtworzył projekt i zrealizował w:stawę stałą Muzeum Historii Żydów Polskich. Zespół Nizio Design International ma na koncie m.in.: projekt architektury i wystawy stałej Mauzoleum Martyrologii Wsi Polskich w Michniowie oraz Muzeum Polaków Ratujących Żydów podczas II wojny światowej im. Rodziny Ulmów w Markowej czy rewitalizację kompleksu dawnej Kopalni Węgla Kamiennego „Julia” w Wałbrzychu, na terenie której powstała Stara Kopalnia – Centrum Nauki i Sztuki.
Pracownia Mirosława Nizio przygotowała także ekspozycje tymczasowe w przestrzeni miejskiej, m.in.: „Sztafeta do Wolności”, wystawa na 60-lecie Wydziału Malarstwa ASP w Warszawie, „Smoleńskie portrety" na pl. Piłsudskiego w Warszawie. Wraz z zespołem Nizio Design International zdobył pierwszą nagrodę w konkursie na projekt Muzeum Polaków ratujących Żydów podczas II wojny światowej im. Rodziny Ulmów w Markowej oraz pierwszą nagrodę w międzynarodowym konkursie na projekt Muzeum Współczesnego Wrocław.
W 2018 roku pracownia Mirosława Nizio zdobyła pierwsze miejsce w konkursie architektoniczno-urbanistycznym na rozbudowę i modernizację Muzeum Powstania Warszawskiego, a w 2020 zwyciężyła w konkursie architektoniczno-rzeźbiarskim na koncepcję Pomnika Bitwy Warszawskiej 1920.
Od 2018 roku Nizio Design International aktywnie uczestniczy w pracach międzynarodowego zespołu nad projektem i realizacją Narodowego Muzeum Hołodomoru-Ludobójstwa w Kijowie na Ukrainie. Projekt architektoniczny budynku muzeum w ramach II fazy budowy Kompleksu Memoriału Pamięci Ofiar Hołodomoru na Ukrainie został opracowany przez ukraińską pracownię Project Systems LTD Sp. z o.o. we współautorstwie z polskim studiem Nizio Design International. Mirosław Nizio jest autorem wstępnego, założeniowego projektu koncepcyjnego wystawy stałej Muzeum. Koncepcja ostateczna ekspozycji oraz jej projekt wykonawczy zostaną przygotowane przez zespół pracowni Nizio Design International we współautorstwie z firmą Haley Sharpe Design Ltd.
W czerwcu 2021 roku po raz pierwszy zaprezentowano projekt koncepcyjny Muzeum Bł. księdza Jerzego Popiełuszki w Okopach, rodzinnej wsi tragicznie zmarłego duchownego na północnym Podlasiu. Opracowanie koncepcji oraz wielobranżowej dokumentacji projektowej powierzono pracowni Mirosława Nizio. Muzeum powstaje z inicjatywy Fundacji im. ks. Jerzego Popiełuszko „Dobro” i po wybudowaniu stanie się oddziałem Muzeum Podlaskiego w Białymstoku.
Działając początkowo na rynku amerykańskim, a przez ostatnie dwie dekady na rynku polskim, Mirosław Nizio zrealizował także wiele projektów architektury wnętrz obejmującej biura, obiekty rekreacyjne, obiekty poprzemysłowe i rezydencje prywatne.

## Projekty

### Architektura
- Nordic Haven w Bydgoszczy
- Rewitalizacja i rewaloryzacja dawnego Młynu Rothera w Bydgoszczy
- Park Rekreacyjno-Edukacyjny „Zoom natury” w Janowie Lubelskim
- SPA w Janowie Lubelskim
- Projekt budynku siedziby salonu firmy Jaguar Land Rover w Łodzi i w Warszawie
- Projekt budynku siedziby firmy Aston Martin w Warszawie
- Wnętrza biur firmy Archipelago w Nowym Jorku
- Wnętrza biur firmy Goldman Sachs w Nowym Jorku
- Wnętrza biur firmy GS.com.
- Interaktywne Centrum Bajki i Animacji OKO w Bielsku-Białej
- Projekt Centrum Folkloru Województwa Łódzkiego w Sieradzu
- Projekt Kompleksu domków rekreacyjnych w Wierzchowiskach
- Projekt Pawilonu Polski na Expo 2025 w Osace
- Rewitalizacja Starej Kopalni Julia – Centrum Nauki i Sztuki w Wałbrzychu
- Projekt dla Radiostacji Gliwice
- Projekt koncepcyjny rewitalizacji terenu Zalewu Kraśnickiego
- Projekt koncepcyjny rewitalizacji wybranych obszarów miasta Łęczyca
- Projekt koncepcyjny rewitalizacji rynku w Janowie Lubelskim
- Projekt koncepcyjny Centrum Edukacji i Rekreacji Przyrodniczej w gminie Opole Lubelskie
- Projekt Centrum „Ogrody Animacji” w Bronowie
- Projekt Laboratorium Światła w Gorlicach
- Projekt Fabryki Broni „Łucznik” w Radomiu

### Muzea
- Muzeum Historii Żydów Polskich Polin w Warszawie – projekt ekspozycji i realizacja wystawy głównej
- Muzeum Współczesne Wrocław – I nagroda w konkursie na koncepcję architektoniczną
- Muzeum Polaków Ratujących Żydów podczas II wojny światowej im. Rodziny Ulmów w Markowej – I nagroda w konkursie na koncepcję architektoniczną
- Kamienne Piekło KL Gross-Rosen II – koncepcja – projekt monumentu
- Mauzoleum Martyrologii Wsi Polskich w Michniowie – I nagroda w konkursie na koncepcję architektoniczną
- Wrota Bitwy Warszawskiej 1920 – koncepcja
- Muzeum Historii Polski – koncepcja
- Obiekt Komunikacji Historycznej Centrum Dialogu „Przełomy”, Muzeum Narodowe w Szczecinie – Wyróżnienie w konkursie na opracowanie koncepcji programowo-przestrzennej
- Muzeum Polskiej Wódki – projekt ekspozycji
- Muzeum Powstania Warszawskiego – współtworzenie projektu i realizacja ekspozycji
- Muzeum byłego obozu zagłady w Bełżcu
- Muzeum Fabryki w Łodzi
- Muzeum Myśli Patriotycznej i Centrum Designu w Kielcach
- Świat Teatru – modernizacja części gmachu głównego Muzeum Starego Teatru im. Heleny Modrzejewskiej
- Projekt Muzeum Bł. księdza Jerzego Popiełuszki w Okopach
- Rewitalizacja Muzeum-Zamku w Łańcucie
- Narodowe Muzeum Hołodomoru-Ludobójstwa w Kijowie
- Muzeum Powstania Warszawskiego – projekt rozbudowy i modernizacji
- Galeria Sztuki Starożytnej w Muzeum Narodowym w Warszawie

### Inne
- „Świętokrzyski Sztetl” – rewitalizacja synagogi w Chmielniku
- EC1 – Interaktywne Centrum Nauki – koncepcja
- Zoni Restauracja i Vodka Bar w Centrum Praskim Koneser

## Nagrody i wyróżnienia
- Złoty Krzyż Zasługi (2006)[4]
- Brązowy Medal „Zasłużony Kulturze Gloria Artis”[5]
- Medal SARP "Bene Merentibus" (2024) – za osiągnięcia jako mecenas kultury i promocję architektury oraz sztuki[6]